# Deutsche Zeppelin-Reederei

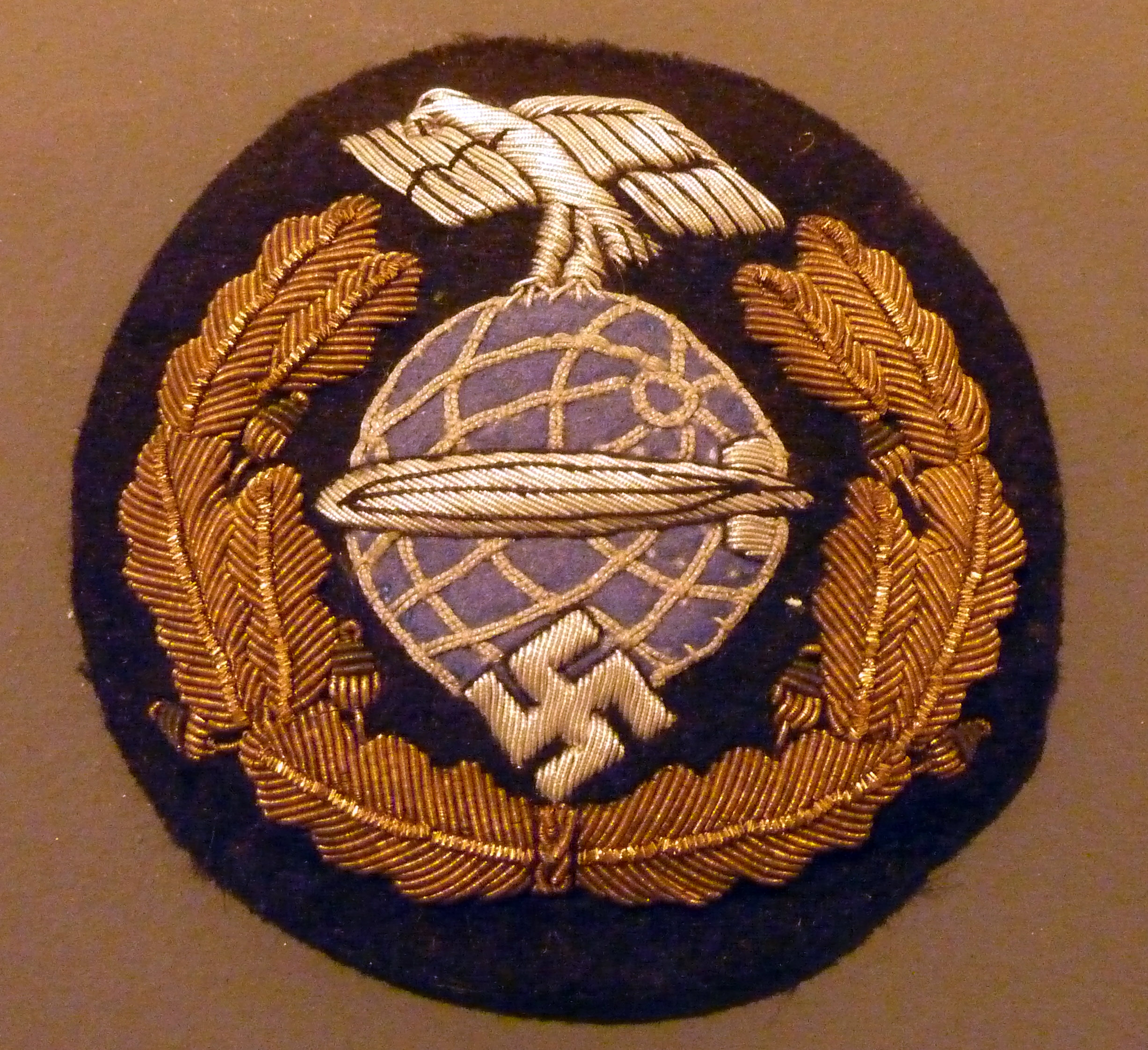
Mützenabzeichen einer DZR-Dienstuniform

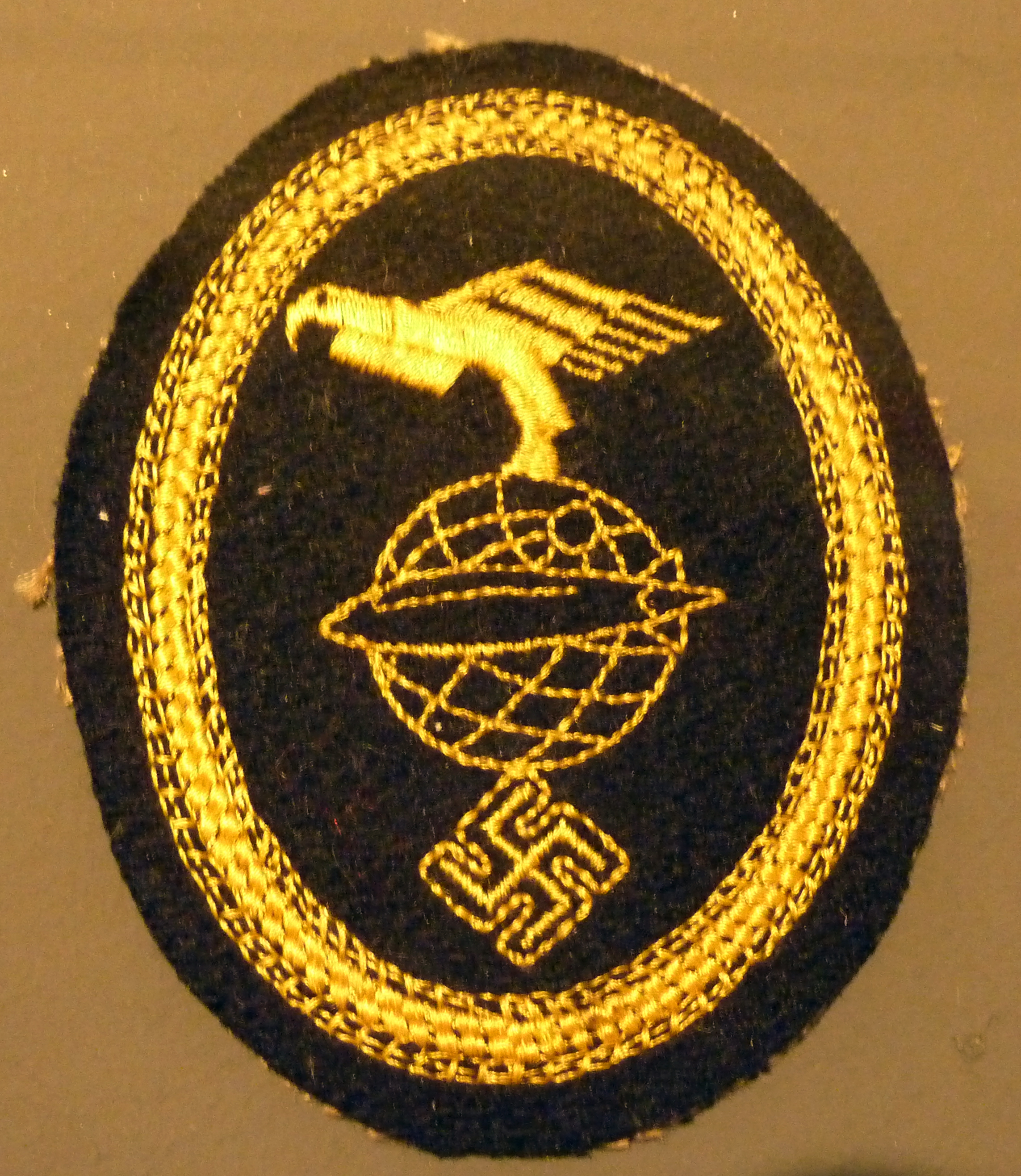
Ärmelabzeichen einer DZR-Dienstuniform

Die Deutsche Zeppelin-Reederei GmbH (kurz DZR) war eine Luftschifffahrtgesellschaft der 1930er Jahre.

## Entstehung
Die Deutsche Zeppelin-Reederei GmbH wurde am 22. März 1935, zunächst mit Sitz in Berlin, unter Vorsitz von Hermann Göring gegründet. Die Aufgaben dieses Unternehmens wurden folgendermaßen festgelegt: „Verkehr mit Luftschiffen (durchführen) nebst allen damit zusammenhängenden Geschäften, insbesondere die Errichtung und der Betrieb regelmäßiger Luftschifflinien für Personen- und Frachtbeförderung.“ Ausdrücklich ausgeschlossen wurden der Bau von Luftschiffen, die Errichtung von Luftschiffwerften und die Beteiligung an solchen Unternehmungen – diese Bereiche blieben weiterhin ausschließlich der Luftschiffbau Zeppelin GmbH (LZ) in Friedrichshafen überlassen.
Es ist nicht ganz eindeutig, wer die treibende Kraft bei der Gründung dieser neuen Gesellschaft war, das Reichsluftfahrtministerium in Berlin oder der LZ-Konzern, der damit praktisch seine Verkehrsabteilung aufgab. Vorteile haben sich wohl beide Parteien versprochen, der Staat, um besseren Einblick in den Weg und die Verwendung seiner Zuschüsse zu gewinnen und den Einsatz der Luftschiffe stärker beeinflussen zu können, der LZ-Konzern, um einen starken Partner für sein zwar populäres, nichtsdestoweniger aber defizitäres Sorgenkind zu bekommen und um die Zukunft der Verkehrsluftschifffahrt zu sichern. Das Stammkapital betrug 9,55 Millionen Reichsmark und wurde von den Gesellschaftern wie folgt übernommen:
|                                                        | Mill. RM |
| ------------------------------------------------------ | -------- |
| Luftschiffbau Zeppelin                                 | 5,7      |
| Deutsche Lufthansa AG auf eigene Rechnung              | 0,4      |
| DLH treuhänderisch für das Reichsluftfahrt-Ministerium | 3,45     |

Aufschlussreich sind die „Einbringungen“:
|     |                                      | Mill. RM |
| --- | ------------------------------------ | -------- |
| LZ  | LZ 127 „Graf Zeppelin“               | 1,9      |
| LZ  | 7/13 Eigentum an LZ 129 „Hindenburg“ | 3,5      |
| LZ  | Bareinzahlung                        | 0,3      |
| DLH | 6/13 Eigentum an LZ 129              | 3,0      |
| DLH | Bareinzahlung                        | 0,85     |

Das „Kapital“ der DZR bestand demnach im Wesentlichen aus den beiden Luftschiffen LZ 127 „Graf Zeppelin“ und dem (zum Gründungszeitpunkt noch nicht vollendeten) LZ 129 „Hindenburg“.
Geschäftsführer waren Kapitän Ernst A. Lehmann und der Polizeipräsident von Magdeburg, Carl Christiansen, der aber nach einigen Monaten seine Stellung aufgab und für den Walter Issel (Dezember 1936) berufen wurde. Im Aufsichtsrat saßen neben Hugo Eckener als Vorsitzendem Ministerialrat Albert Mühlig-Hofmann (RLM), Direktor Freiherr Carl August von Gablenz (DLH) und Direktor M. Wronsky (DLH). Eine der wichtigsten Maßnahmen 1935 war die völlige Neuordnung des Agenturwesens, wobei der Hapag das Monopol genommen wurde. Auch in der Provision musste die Hapag von 10 Prozent auf 7,5 Prozent zurückstecken.

## Tätigkeit

### Schiffe und Betriebsergebnisse
Das Betriebsergebnis 1935 konnte bei nur 47 Prozent Einnahmen mit 53 Prozent Reichshilfen ausgeglichen werden.
Am 19. März 1936 wurde das Luftschiff LZ 129 „Hindenburg“ amtlich für den Personentransport zugelassen und gleichzeitig der DZR übergeben. Mit zwei Luftschiffen konnte nun neben dem Südamerika-Dienst auch eine Reihe von Fahrten nach Nordamerika unternommen werden. Für den neuen Flughafen Frankfurt Main wurde von der DZR der Bau einer zweiten Luftschiffhalle gefordert, der von der Luftschiffhafengesellschaft in Auftrag gegeben wurde und 1938 beendet war. Frankfurt entwickelte sich zum Betriebsschwerpunkt, der Bau einer eigenen Siedlung für die Mitarbeiter wurde in Angriff genommen.
Die DZR gab am 30. Juni 1936 beim Luftschiffbau Zeppelin ein Schwesterschiff LZ 129, LZ 130, für 5,5 Millionen RM in Auftrag. Die Fertigstellung war für Oktober 1937 geplant.
Im neuen Geschäftsjahr wurde auf Grund eines Beschlusses von Aufsichtsrat und Gesellschafterversammlung am 16. Dezember 1936 noch ein zweites Schiff LZ 131 in Friedrichshafen für den Preis von 6,3 Millionen RM bestellt, ein Schwesterschiff LZ 132 war in Planung. Beide Schiffe sollten gegenüber LZ 129 und LZ 130 um 18 Meter verlängert werden. 
Die Eigenwirtschaftlichkeit konnte von 47 Prozent (1935) auf 57 Prozent (1936) leicht gesteigert werden, dementsprechend sank die Reichshilfe von 53 Prozent (1935) auf 43 Prozent (1936). Alles sah nach einer günstigen Weiterentwicklung aus, doch auch hierfür bedeutete das Unglück von Lakehurst einen Einschnitt. Der zerstörte LZ 129 „Hindenburg“ war zwar mit 6 Mill. RM versichert, die voll ausgezahlt wurden (ebenso waren die Besatzungsmitglieder und Passagiere auf Invalidität und Tod voll versichert), doch die Passagierfahrten konnten nicht mehr aufgenommen werden.

### Einstellung des Betriebes
Am 6. Mai 1937 ging LZ 129 durch Brand verloren. Die Katastrophe hatte die Außerdienststellung des zu diesem Zeitpunkt einzigen anderen Zeppelins LZ 127 und somit die vorübergehende Einstellung des Betriebes zur Folge. Die Fertigstellung von LZ 130, die ursprünglich für Oktober 1937 geplant war, verzögerte sich um insgesamt ein Jahr. Auch konnte für den Zeppelin kein Helium aus den Vereinigten Staaten erworben werden. Nach der Indienststellung 1938 erfolgte die Zulassung des nun doch mit Wasserstoff gefüllten Luftschiffes durch das Reichsluftfahrtministerium am 1. November nur „für den Luftverkehr ohne Personenbeförderung“, was einen Passagierbetrieb abschließend unmöglich machte. Bis August 1939 beschränkten sich die Tätigkeiten deshalb im Wesentlichen auf Schau- und Propagandafahrten. Der Zweite Weltkrieg bedeutete das faktische Ende für die DZR, LZ 127, LZ 130 und das unfertige Gerippe von LZ 131 wurden 1940 verschrottet.

## Dienstleistungen

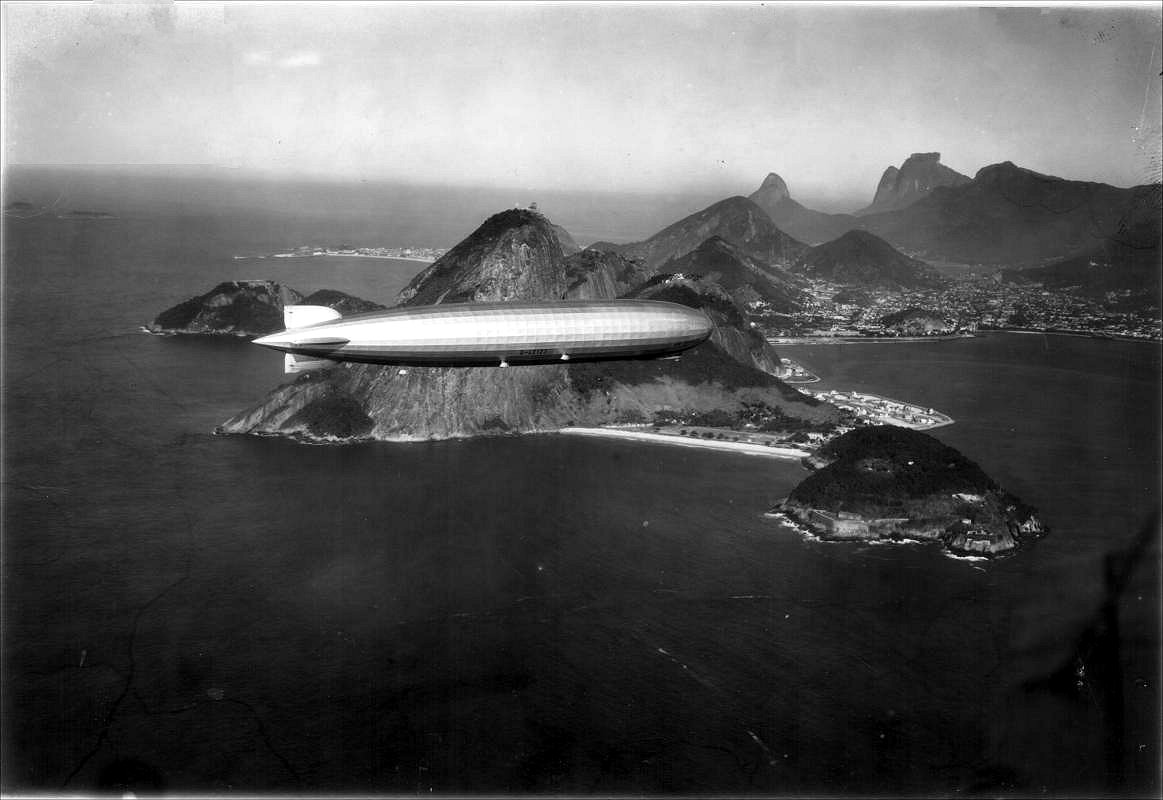
Die "Graf Zeppelin" über Rio (25. Mai 1930)

Die DZR bot zunächst von Friedrichshafen und später von Frankfurt aus die Bereisung von Lakehurst bei New York sowie von Rio de Janeiro an.
Die Reise nach Lakehurst dauerte rund drei Tage und kostete 1.000 Reichsmark. Die Reise nach Rio de Janeiro führte über Recife und dauerte etwa vier Tage und kostete 1.500 Reichsmark; wer in Recife ausstieg, sparte einhundert Reichsmark ein.
Die Angaben hier entstammen Flugplänen von 1934 und 1936. Die Wikipedia gibt für diesen Zeitraum ein jährliches Durchschnittsentgelt von deutschen Arbeitnehmern von 1.700 Reichsmark an. Aus amerikanischer Sicht entsprachen 1.000 Reichsmark etwa 400 Dollar, oder einem knappen Drittel eines jährlichen US-Durchschnittseinkommens.
Die Fahrten nach Südamerika wurden hauptsächlich von LZ 127 durchgeführt, die Nordamerikafahrten übernahm LZ 129. Die planmäßige Außerdienststellung von LZ 127 war für 1938 geplant, der gleichnamige Nachfolger LZ 130 sollte die Fahrten übernehmen. Mit LZ 131 und LZ 132 war eine Erweiterung des Streckennetzes nach Asien geplant. 